# She's My Kind of Girl
«She's My Kind of Girl» es una canción escrita por Benny Andersson y Björn Ulvaeus, quiénes después serían famosos miembros del grupo ABBA.
Esta canción fue escrita para la película sueca Inga II y se grabó en noviembre / diciembre de 1969, probablemente en Europa Film Studios (Estudios de Filmación Europa). La canción se lanzó originalmente en marzo de 1970 como el primer sencillo de Björn y Benny. Dos años más tarde, se lanzó en Japón, alcanzando el #1 y vendiendo medio millón de copias.
La canción fue posteriormente puesta en el lado B del sencillo de ABBA Ring Ring (versión inglesa), y en el álbum "Ring Ring" en algunos otros países (a pesar de haber sido grabada antes que ABBA estuviera formado y sin que tuviera ninguna contribución de sus otros miembros, Agnetha Fältskog y Anni-Frid Lyngstad).
Esta canción fue utilizada en la película porno "Inga II : La Seducción de Inga" en 1971 (dirigida por Joseph W. Sarno), junto con la canción "Inga's Theme". Esta película fue estrenada en los EE. UU. y Suecia, pero fue un éxito rotundo en los EE. UU.

## Posicionamiento
| Lista                         | Posición |
| ----------------------------- | -------- |
| Japanese Oricon Singles Chart | 6        |
| Japanese Singles Chart        | 62       |